# Max Schirschin
Max Schirschin (Krzanowice, 29 gennaio 1921 – 16 marzo 2013) è stato un allenatore di calcio e calciatore tedesco, di ruolo difensore.

## Carriera

### Giocatore
Ha giocato nella seconda serie francese con Angers, Le Havre e Rouen, esordendo nella massima serie all'ultimo anno di carriera: disputa infatti 3 partite nella stagione 1960-1961 (era giocatore-allenatore).

### Allenatore
Ha allenato nella massima serie francese (Rouen e Metz) ed in quella olandese (Fortuna '54).

## Palmarès

### Allenatore

#### Competizioni nazionali
- Eerste Divisie: 1

Fortuna '54: 1965-1966